# كوتيناي الشرقية (كولومبيا البريطانية)
كوتيناي الشرقية (بالإنجليزية: East Kootenay C) هي مدينة كندية تقع في مقاطعة كولومبيا البريطانية. تبلغ مساحة هذه المدينة 4519.2298 (كم²)، ويبلغ عدد سكانها 5866 نسمة حسب إحصاء سنة 2006 م، بينما كان يسكنها 5753 نسمة في سنة 2001 م. تحتل هذه المدينة المرتبة رقم 599 بين مدن كندا حسب عدد السكان والمرتبة رقم 81 في المقاطعة. نما عدد السكان في هذه المدينة بنسبة (2) بين العامين المذكورين.

## وصلات خارجية
- الأطلس الحكومي لكندا
- إحصاءات كندا مع ساعة تعداد السكان نسخة محفوظة 23 مارس 2008 على موقع واي باك مشين.